# Lights and Sounds
Lights and Sounds é o quinto álbum de estúdio da banda norte-americana Yellowcard, lançado a 24 de Janeiro de 2006.

## Faixas
Todas as faixas por Ryan Key, Pete Mosely, Sean Mackin e Longineu W. Parsons III, exceto onde anotado
1. "Three Flights Up" (Key, Mosely, Mackin) - 1:23
2. "Lights and Sounds" - 3:28
3. "Down on My Head" (Key, Mosely) - 3:32
4. "Sure Thing Falling" - 3:42
5. "City of Devils" - 4:23
6. "Rough Landing, Holly" - 3:33
7. "Two Weeks from Twenty" (Key, Mosely) - 4:18
8. "Waiting Game" - 4:15
9. "Martin Sheen or JFK" - 3:47
10. "Space Travel" (Key, Mosely) - 3:47
11. "Grey" - 3:00
12. "Words, Hands, Hearts" - 4:24
13. "How I Go" (Key, Mosely) - 4:32
14. "Holly Wood Died" - 4:39

## Tabelas
| Tabela (2006)       | Posição |
| ------------------- | ------- |
| Billboard 200       | 5       |
| Top Canadian Albums | 4       |
| Top Internet Albums | 5       |

## Créditos
- Ryan Key – Vocal, guitarra
- Ben Harper – Guitarra, vocal de apoio
- Peter Mosely – Baixo, vocal de apoio
- Sean Mackin – Violino, vocal de apoio
- Longineu W. Parsons III – Bateria